# Halina Milicer-Grużewska
Halina Maria Milicer-Grużewska (ur. 13 lutego 1901 w Czystej Łuży, zm. 14 stycznia 1981 w Sarnen w Szwajcarii) – polska matematyczka, piąta kobieta w Polsce, która przed II wojną światową obroniła doktorat z matematyki.

## Życiorys
Była córką Heleny z Lewandowskich oraz Kazimierza Karola Milicera, inżyniera kolei w mieście Kungur w guberni permskiej. W latach 1913–1915 uczyła się w szkołach średnich w Warszawie. W marcu 1919 zdała maturę w ośmioklasowej szkole żeńskiej J. Kowalczykówny w Warszawie. W 1921 wyszła za mąż za matematyka Aleksandra Grużewskiego.
Studiowała na Wydziale Filozoficznym Uniwersytetu Warszawskiego w latach 1921–1924. W 1926 skończyła matematykę na UW. Była uczennicą m.in. u Aleksandra Rajchmana. W 1927 doktoryzowała się pod okiem Stefana Mazurkiewicza. Zajmowała się zastosowaniami rachunku prawdopodobieństwa i statystyką matematyczną oraz równaniami różniczkowymi. Uzupełniała badania Rajchmana (twierdzenie Rajchmana, twierdzenie Grużewskiej i Rajchmana, twierdzenie Milicer-Grużewskiej).
W latach 1923–1929 i 1937–1939 pracowała w Warszawie jako nauczycielka. W latach 1929–1937 była urzędniczką.
W 1928 uczestniczyła w Międzynarodowym Kongresie Matematycznym w Bolonii. Przedstawiała tam wyniki swoich badań. W 1936 wzięła udział w Międzynarodowym Kongresie Matematycznym w Oslo jako jedna z 16 osób z Polski.
W roku akademickim 1945/1946 została zatrudniona na Uniwersytecie Warszawskim. W latach 1946–1951 wykładała w Szkole Głównej Gospodarstwa Wiejskiego w Warszawie. Od 1951 pracowała w Instytucie Matematycznym Polskiej Akademii Nauk. Tam w 1957 uzyskała tytuł naukowy docenta.
Była autorką kilkudziesięciu prac ze statystyki i zastosowań matematyki.